# 색상

HSV에 따라 RGB로 표현된 색상

- 색상(色相)은 명도, 채도와 함께 색의 주요한 세 속성 가운데 하나이다. HSV 색공간에서 색상(Hue)은 채도(Saturation), 명도(Brightness, Value)와 함께 하나의 색을 지정하는 좌표를 이룬다.
- 색상은 노랑, 빨강과 같은 색 이름으로 구분지어 불리며 흔히 밝은 노랑이나 어두운 빨강과 같이 명도 및 채도를 형용하는 낱말과 같이 표현된다. 고유한 색의 이름도 색상의 기준에 따라 다르게 이름을 붙일 수 있는데 예를 들어 갈색은 어두운 주황으로, 분홍은 밝은 빨강이라 표현될 수 있다.
- HSV 색 공간과 색상
- HSV 색 공간에서 색상 값 H는 먼셀의 색 체계를 기반으로 한 색상환에 대응하여 빨강을 기준으로 한 각도로 표현된다.

| 웹 색상 | H 값 | HSV 좌표      | 색 이름 | RGB 가산혼합             |
| ------- | ---- | ------------- | ------- | ------------------------ |
| #FF0000 | 0    | (0,100,100)   | 빨강    | 원색                     |
| #FF7F00 | 30   | (30,100,100)  | 주황    | 빨강과 라임의 3:1 혼합색 |
| #FFFF00 | 60   | (60,100,100)  | 노랑    | 빨강과 라임의 1:1 혼합색 |
| #80FF00 | 90   | (90,100,100)  | 연두    | 빨강과 라임의 1:3 혼합색 |
| #00FF00 | 120  | (120,100,100) | 라임    | 원색                     |
| #00FF80 | 150  | (150,100,100) | 춘록    | 라임과 파랑의 3:1 혼합색 |
| #00FFFF | 180  | (180,100,100) | 시안    | 라임과 파랑의 1:1 혼합색 |
| #0080FF | 210  | (210,100,100) | 바다색  | 라임과 파랑의 1:3 혼합색 |
| #0000FF | 240  | (240,100,100) | 파랑    | 원색                     |
| #8000FF | 270  | (270,100,100) | 보라    | 파랑과 빨강의 3:1 혼합색 |
| #FF00FF | 300  | (300,100,100) | 마젠타  | 파랑과 빨강의 1:1 혼합색 |
| #FF007F | 330  | (330,100,100) | 장미색  | 파랑과 빨강의 1:3 혼합색 |
| #FF0000 | 360  | (360,100,100) | 빨강    | 원색                     |

- 0도와 360도는 같다.

## 채도와 색상
빨강의 채도 변화에 따른 색상의 변화는 다음의 표와 같다.
| 웹 색상 | S 값 | HSV 좌표    |
| ------- | ---- | ----------- |
| #FF0000 | 100  | (0,100,100) |
| #FF3333 | 80   | (0,80,100)  |
| #FF6666 | 60   | (0,60,100)  |
| #FF9999 | 40   | (0,40,100)  |
| #FFCCCC | 20   | (0,20,100)  |
| #FFFFFF | 0    | (0,0,100)   |

## 명도와 색상
빨강의 명도 변화에 따른 색상의 변화는 다음의 표와 같다.
| 웹 색상 | V 값 | HSV 좌표    |
| ------- | ---- | ----------- |
| #FF0000 | 100  | (0,100,100) |
| #CC0000 | 80   | (0,100,80)  |
| #990000 | 60   | (0,100,60)  |
| #660000 | 40   | (0,100,40)  |
| #330000 | 20   | (0,100,20)  |
| #000000 | 0    | (0,100,0)   |

## 같이 보기
- 색 공간
- 색상환